# Instrument de percussion
Pour un article plus général, voir Instrument de musique.
Pour les articles homonymes, voir Percussion.

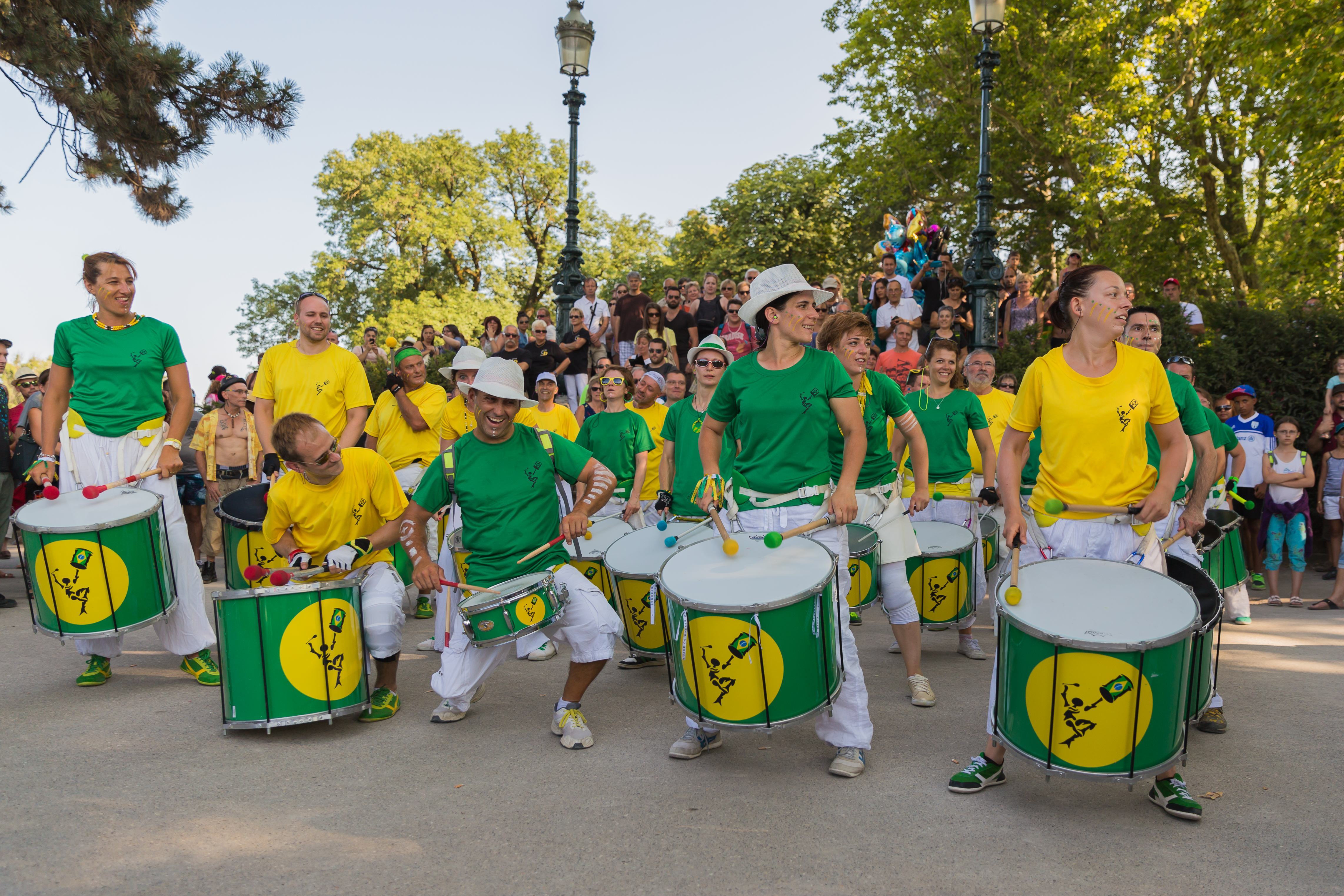
Groupe Tribal Percussions défilant à Annecy (France) en jouant de la percussion brésilienne : la batucada.

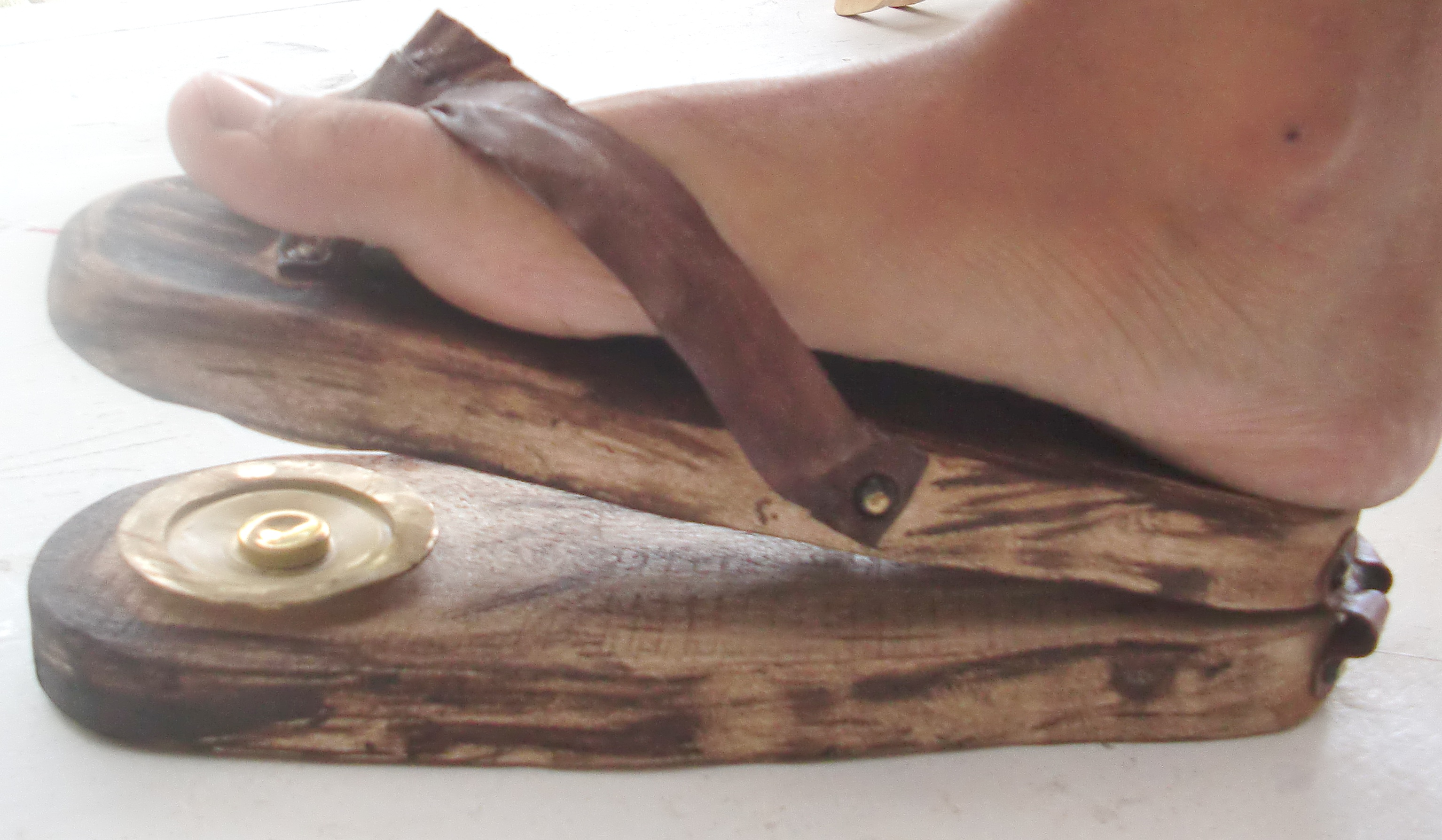
Reconstitution d'un scabellum, instrument des aulètes de la Rome antique servant à marquer le rythme.

Les instruments de percussion — souvent appelés simplement percussion, au féminin — sont des instruments de musique dont l'émission sonore résulte de la frappe d'une membrane ou d'un matériau résonnant. Les instruments de percussion ont probablement constitué les tout premiers instruments de musique et font partie intégrante de la plupart des genres musicaux. On les trouve en effet depuis la musique traditionnelle jusqu'à la musique classique.
Si dans un groupe de musique (rock, folk, pop, jazz, etc.) le batteur n'utilise généralement que quelques éléments de percussions (tambours, cymbales), le percussionniste détient une place à part entière dans les orchestres symphoniques, étant donné la variété des instruments à sa disposition (certaines œuvres peuvent de ce fait nécessiter plusieurs percussionnistes). Utilisés la plupart du temps en complément rythmique, ils sont parfois mis à l'honneur en solistes comme dans la Musique pour cordes, percussion et célesta de Béla Bartók et dans l'Ionisation d'Edgard Varèse.
Le percussionniste peut même prendre la place de tout ou partie des joueurs d'autres instruments avec l'arrivée de l'électronique, reprenant avec la boîte à rythmes la position dominante qu'il avait.
Les percussions à peau — ou membranophones — sont différents des idiophones. On trouve également dans cette catégorie quelques cordophones, mais cela reste relativement exceptionnel.
Le corps humain est l'instrument de percussion par excellence : il est à la fois membranophone, cordophone et idiophone. Pouvant ainsi produire une grande variété de sons synthétiques et naturels, il permet, outre sa composante vocale, d'accéder à la pratique des percussions corporelles de façon universelle. Bobby McFerrin est célèbre pour l'utilisation de son corps pour effectuer des percussions en complément de sa voix. Depuis les années 1800, les claquements de mains ont été maintes fois utilisés dans la musique populaire. Les claquements de doigts (en), les tapotements ou coups de pied au sol en passant par le claquage des cuisses sont également utiles pour accentuer un rythme. Les danseurs de style Gumboot portent des bottes de caoutchouc qui sont frappées au sol ou par les mains en guise de musique.

## Types

### Membranophones

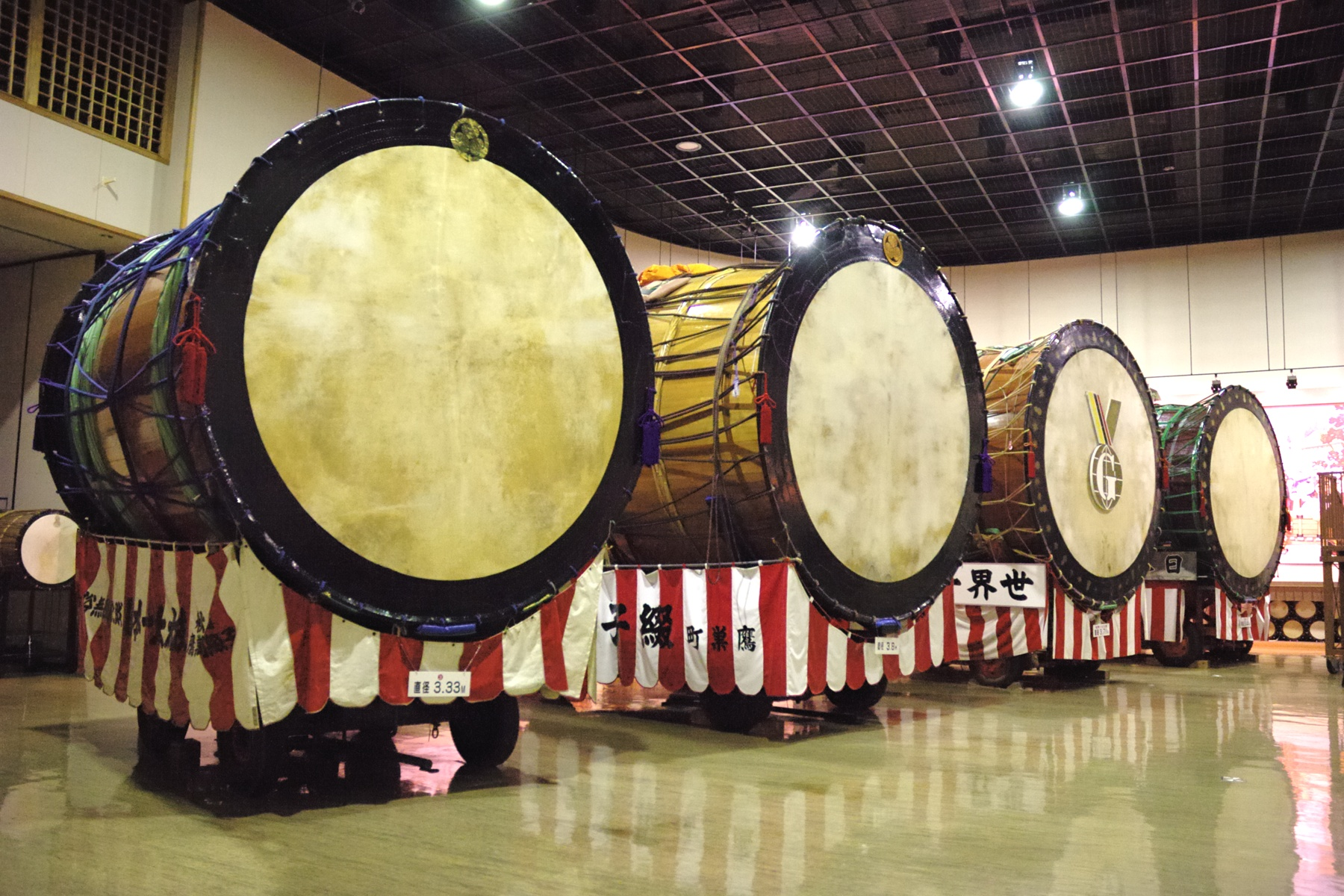
« Les plus gros tambours au monde » (Guiness des records) du Grand musée des percussions Odaiko no Yakata (à Michinoeki Takanosu, au Japon).

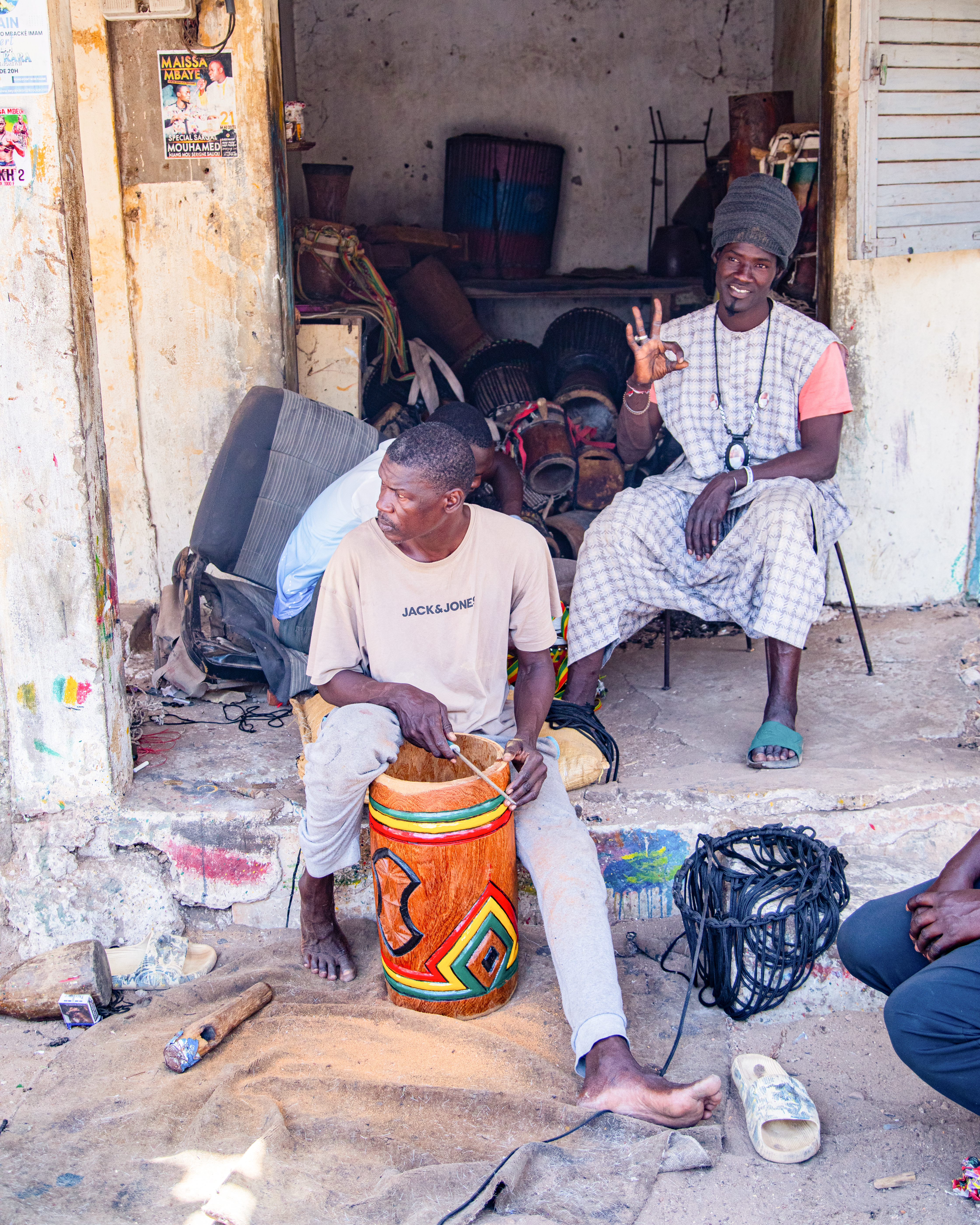
La fabrication d'un djembé au Sénégal.

La frappe d'une peau (animale ou synthétique) tendue sur un fût, avec des baguettes ou les mains, engendre un son qui est amplifié par la caisse de résonance et par l'adjonction éventuelle de timbres. La hauteur du son dépend de la taille du fût (par exemple la grosse caisse délivre un son plus grave que la caisse claire) et de la tension de la peau. Les membranophones comptent, entre autres, la caisse claire, la grosse caisse, les toms, le tambour, le tambourin et les timbales.

### Idiophones
Un idiophone est un instrument à percussion dont le matériau lui-même produit le son lors d'un impact, soit par un accessoire extérieur (comme une baguette), soit par une autre partie de l'instrument. Ce son peut être indéterminé (ex. le triangle) ou déterminé. Parmi les instruments de cette dernière catégorie on trouve les claviers ou lamellaphones constitués d'une série de lames accordées en bois ou en métal frappées par des baguettes comme le xylophone, le marimba ou le steel drum.

### Cordophones
Certains instruments à cordes sont des instruments de percussion car les cordes sont frappées en rythme et permettent de produire un son accordé aux instruments qu'ils accompagnent.

### Électrophones
Un électrophone est un instrument dont le son est produit par l'oscillation d'un courant électrique et n'est audible que par le biais d'un haut-parleur. La batterie électronique et les boites à rythmes en sont un exemple.

## Liste
Dans la liste suivante, on note (M) pour les membranophones, (I) pour les idiophones, (C) pour les cordophones, et (E) pour les électrophones.
- Agogô (voir samba) (I)
- Alfaia (M)
- Balafon (I)
- Batterie (I, M)
- Batterie électronique (E)
- Bendir (M)
- Berimbau (C)
- Bloc chinois (I)
- Bodhrán (M)
- Bombo (M)
- Bongo (M)

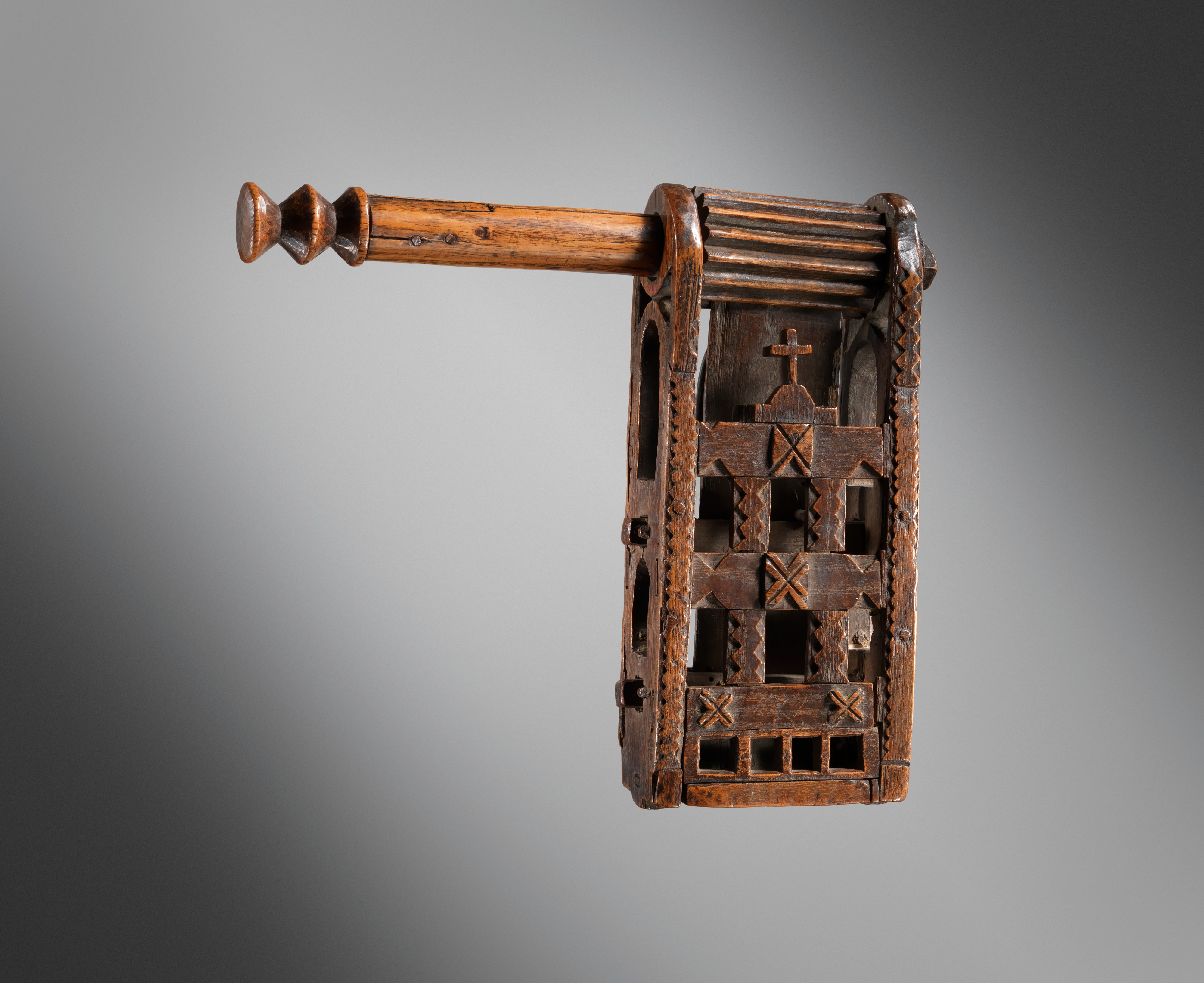
Crécelle hautement décorée datant du XVe ou XVIe siècle.

- Caisse claire (voir batterie et samba) (M)
- Cajón (I)
- Carillon (I)
- Carillon tubulaire (I)
- Castagnettes (I)
- Célesta (I)
- Cencerro (I)
- Charleston (voir batterie) (I)
- Chekeré (I)
- Chocalho (voir samba) (I)
- Claves (I)
- Cloche (I)
- Conga (M)
- Crécelle (I)
- Cuillers (I)
- Cymbale (voir Batterie) (I)
- Cymbales antiques (I)
- Dabakan (M)
- Daf (M)
- Darbouka (M)
- Djembé (M)
- Enclume (I)
- Flexatone (I)
- Fouet (I)
- Fût (M)
- Ganzá (I)
- Hang (I)
- Gamelan (I,M,C)
- Glockenspiel (I)
- Gong (I)
- Grelots (I)
- Grosse caisse (M)
- Guimbarde (I)
- Kayamb (I)
- Khol (M)
- Kundu (M)
- Maracas (I)
- Marimba (I)
- Métallophone (I)
- Mridang (M)
- N'tama (M)
- Pakhâwaj (M)
- Plaque-tonnerre ou lame à tonnerre (I)
- Pung (M)
- Kilaut (tambour inuits) (M)
- Reco-reco (voir samba) (I)
- Répinique (voir samba) (M)
- Riqq (M)
- Rototom (M)
- Roue à carillons (I)
- Santour (C)
- Scabellum (I)
- Silimba (I)
- Sistre (I)
- Sonnaille (I)
- Steel drum (I)
- Surdo (voir samba) (M)
- Tabla (M)
- Taiko (M)
- Tama (M)
- Tam-tam (M)
- Tamborim (voir samba) (M)
- Tambour (M)
- Tambour d'eau (I,M)
- Tambourin (M)
- Tambourin à cordes (C)
- Tar (M)
- Timbales (voir samba) (M)
- Timbales classiques (M)
- To'ere (Polynésie) (I)
- Tom (voir batterie) (M)
- Tombak (ou tonbak, donbak, zarb) (M)
- Triangle (I)
- Txalaparta (Pays basque) (I)
- Ütőgardon (C)
- Vibraphone (I)
- Vibraslap (I)
- Wankara (M)
- Wood-block (I)
- Xylophone (I)

## Percussionnistes notables
- Guem
- Tito Puente